# Hrastovec, Zavrč
Hrastovec je naselje v Občini Zavrč.